# Evolvulus elegans
Evolvulus elegans är en vindeväxtart som beskrevs av Stefano Moricand. Evolvulus elegans ingår i släktet Evolvulus och familjen vindeväxter.

## Underarter
Arten delas in i följande underarter:
- E. e. capillaceus
- E. e. confertifolius